# مقياس القوة

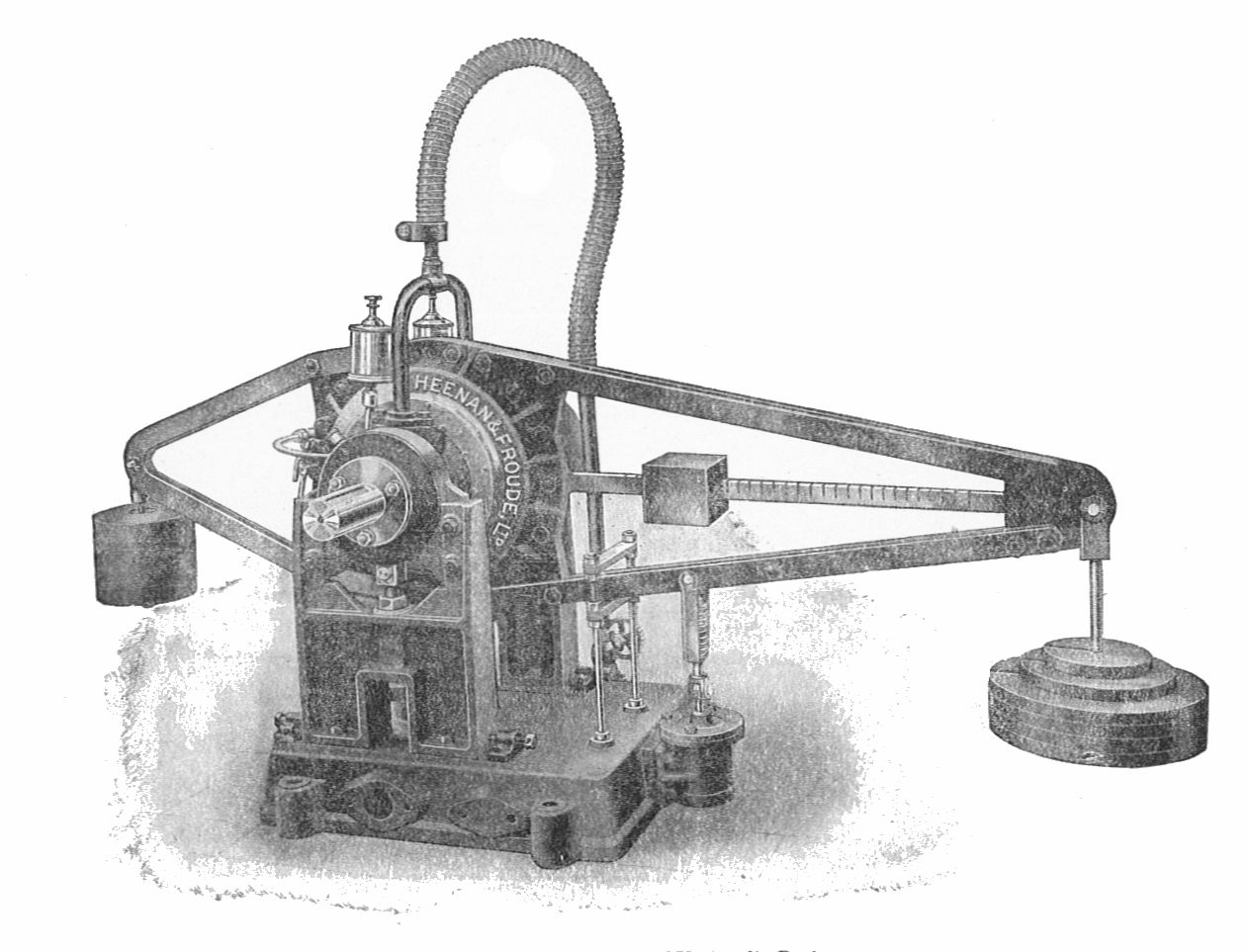
مقياس قوة هيدروليكي قديم

المِقوى أو مِقياس القوة أو الربيعة (بالإنجليزية: Dynamometer)‏ وتُنقحر إلى الدينامومتر، هو جهاز لقياس عزم الدوران وسرعة الدوران (RPM) لمحرك أو لدوران محرك رئيسي حيث يمكن حساب القدرة اللحظية ، وعادة يتم قياس هذه القدرة بوحدة كيلوواط أو حصان.
بالإضافة إلى استخدامه في تحديد خصائص عزم الدوران أو القدرة لآلة قيد الاختبار، يستخدم مقياس القوة في العديد من التطبيقات الأخرى. فبالإضافة إلى القياسات البسيطة للقوة والعزم ، يمكن استخدام مقياس القوة كجزء من اختبار لمجموعة متنوعة من أنشطة تطوير المحرك ، مثل معايرة وحدات التحكم في المحرك، والدراسات التفصيلية في سلوك الاحتراق، وعلم الاحتكاك.

## أنواعه
ينقسم إلي نوعين رئيسيين

### مقياس القوة الامتصاصي
وفيه يتم قياس القدرة الخارجة من المحرك وتحويلها إلى حرارة عن طريق الاحتكاك بين العضو الدوار والثابت، ويتم تصريف الحرارة الممتصة بأي وسيلة تبريد.

#### أنواع مقياس القوة الامتصاصي
فرملة ذات الحبل Robe brake type
وفيها يتم تحويل القدرة الخارجة إلى حرارة بواسطة الاحتكاك الجاف بين طارة وحبل ملفوف عليها مثبت في أحد أطرافه أثقال وفي الآخر ياي إتزان.

#### المميزات
سهولة الاستخدام / بساطة التركيب / إنخفاض التكلفة.

#### العيوب
تحتاج إلى دائرة تبريد للطارة.
•يجب تغيير الحبال كل فترة بسبب التلف.
•تستخدم لقياس قدرات صغيرة.
•تعطي ضوضاء عالية.
•غير دقيقة بسبب تغير معامل الاحتكاك مع درجة الحرارة.
*فرملة بروني prony brake type

و فيها يتم تحويل القدرة الخارجة إلى حرارة بواسطة الاحتكاك الجاف بين طارة وقطع خشبية وتستخدم مع المحركات بطيئة السرعة.

### مقياس القوة الهيدروليكي
يعتمد عل امتصاص القدرة الناتجة من المحرك إلى حرارة بواسطة الاحتكاك المائع بدلا من الاحتكاك الجاف.
يتكون من عضو دوار داخلي مثبت على العمود الدوار المتصل بالمحرك المراد قياس عزمه. يدور العضو الدوار الداخلي في صندوق مملوء بمائع فيدور المائع محاولا تحريك الصندوق لكنه يقاومه بواسطة العزم المتولد من ذراع حامل للأوزان مع شد الياي.

#### المميزات
قراءته دقيقة بالنسبة للفرملة ذات الحبل وفرملة بروني.
•وجود المائع يقلل من الضوضاء.
•يقيس قدرات عالية.

#### العيوب
ارتفاع التكاليف.
•يحتاج إلى تغذية مستمرة للمائع للتبريد.

### مقياس القوة الكهربي
وفيه يتم تبديد القدرة الكهربية الناتجة من المولد في سخانات التحميل.

#### المميزات
يقيس قدرات عالية / يعمل كمارش للمحرك / دقته عالية في القياس

#### العيوب
ارتفاع التكلفة.

### مقياس قوة التيار الدوامي
(بالإنكليزية: Eddy current dynamometer) يتكون من عضو ثابت مركب عليه عدد من القطع المغناطيسية الكهربية وعضو دوار عبارة عن قرص من النحاس أو الصلب مثبت علي عمود الإدارة المتصل بعمود الكرنك للمحرك.
عند دوران المحرك يدور العضو الدوار فتتولد تيارات دوامية داخل العضو الثابت نتيجة لقطع خطوط الفيض المغناطيسي وتحاول هذه التيارات الدوامية منع حركة العضو الدوار مما يسبب زيادة في التحميل على المحرك. وتتحول طاقة التيارات الدوامية إلى حرارة ويتم التحكم في الحمل بالتحكم في التيار داخل المغانيط الكهربية.

#### المميزات
لا يحتوي على أجزاء متحركة معقدة.
•يقيس قدرات عالية.
•دقة عالية لقياس العزم. حجمه غير محدود إما كبير أو صغير.

#### العيوب
يحتاج إلى منظومة تبريد عالية الجودة.

### مقياس القوة الناقل
(بالإنكليزية:  Transmission dynamometer) يُحمل المحرك بأي حمل مثل مضخة مياه أو ضاغط هواء..ويتم نقل القدرة إلي الحمل وقياسها.